# Centum City

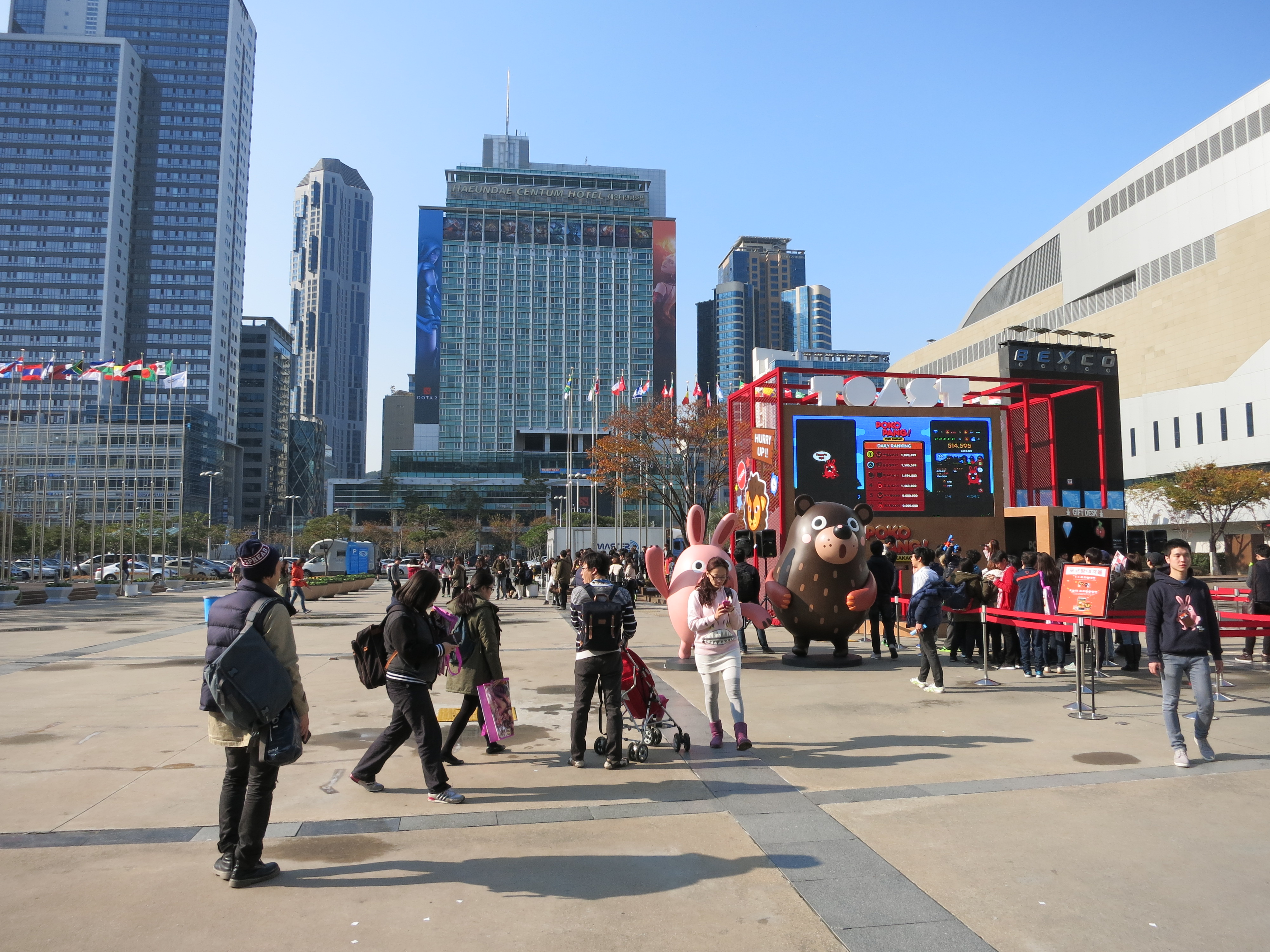
Vista dello skyline della Centum City

Centum City (coreano: 센텀시티) è il nome di un grande piano di sviluppo urbanistico multi-progetto di Haeundae-gu a Busan, nella Corea del Sud. Questo sito si trova nella zona più occidentale di Haeundae-gu in U-1-dong. Il sito originariamente ospitava il Suyeong Airport, l'ex aeroporto di Pusan. La Centum City è accessibile dalla linea 2 della metropolitana di Busan nella stazione di Centum City.